# Tihe
 Ovo je glavno značenje pojma Tihe. Za hipotetski planet pogledajte Tihe (hipotetski planet).
Tihe (grč. Τύχη, hrvatski: "sreća", Τύχη Ἀγαθή, "dobra sreća") jest starogrčka božica sreće, sretna slučaja i napretka grada, njegove sudbine. Rimski ekvivalent ove božice je Fortuna. Izvorna starorimska božica starog Rima bila je Roma. Konstantin je kad je utemeljio Konstantinopol, posvetio božici Anthousi. U grčko-budističkoj umjetnosti u Gandhari Tihe je postala bliskom budističkoj božici Hariti.
Heziod ju smatra jednom od Okeanida, kćerju Oceana i Tetije. Neki rodoslovi ju navode kao kćer Hermesa i Afrodite ili samog Zeusa. Po Pindaru je jedna od Mojra. S božicom mira Eirene odgajala je boga bogatstva Plutona.
Bila je u svezi s Nemesis kao njena protuteža, uravnotežiteljica prigoda što ju daje Tihe; taj je kult od 4. stoljeća pr. Kr. Bila je suprugom ili prijateljicom Agathosa Daimona (plemenitog duha). "U Livadeji ju znamo kao suprugu Agathosa Daimona, Dobra ili Plemenita Duha".."
Boravila je na Olimpu. Svi su ju bogovi obožavali.
Simboli su joj:
- kugla – simbolizira nestalnost sreće
- krma – označuje to što je upravljala ljudskom sudbinom
- rog izobilja – simbolizira bogatstvo i darove sreće. Potječe od koze Amalteje koja je svojim mlijekom hranila Zeusa,[8] jer ga njegova mati Rea morala skriti na Kreti da od njegova oca Krona.

U razdoblju helenizma širio se običaj u kojem su gradovi štovali svoju posebnu ikoničku inačicu Tihe koja je nosila muralnu krunu, krunu oblika gradskih zidova.
Grčki je povjesničar Polibije vjerovao da kad se nije moglo naći razloga za događaje kao što su poplave, suše ili mrazevi, onda se je uzrok tih nepogoda slobodno može pripisati Tihi.